# Gwiazdy polskiej muzyki lat 80. – vol. 2 (album różnych artystów)
Gwiazdy polskiej muzyki lat 80. – vol. 2 – album kompilacyjny różnych artystów, wydany w 2008 roku jako dodatek do gazety. Zawiera 14 przebojów z lat 80. Płyta pochodzi z kolekcji Dziennika i jest trzydziestą, ostatnią częścią cyklu „Gwiazdy polskiej muzyki lat 80.”.

## Spis utworów
1. Kult – „Piosenka młodych wioślarzy” (muz. Kult – sł. K. Staszewski) – 3:13
2. Mr. Zoob – „Kawałek podłogi” (muz. J. Paprocki – sł. W. Miszczor) – 3:52
3. Big Cyc – „Berlin Zachodni” (muz. J. Jędrzejak, J. Lis, R. Lechowicz – sł. K. Skiba) – 4:43
4. RSC – „Kradniesz mi moją duszę” (muz. A. Wiśniowski – sł. Z. Działa) – 4:53
5. Turbo – „Dorosłe dzieci” (muz. W. Hoffmann – A. Sobczak) – 7:26
6. Róże Europy – „Stańcie przed lustrami” (muz. A. Orzech – sł. P. Klatt) – 6:00
7. Madame – „Może właśnie Sybilla” (muz. M. Smyk, R. Sadowski – sł. R. Gawliński) – 3:05
8. Martyna Jakubowicz – „Kiedy będę starą kobietą” (muz. M. Jakubowicz – sł. A. Jakubowicz) – 3:41
9. Gardenia – „Długi seans” (muz. A. Januszewski – sł. R. Nowak) – 3:06
10. Bielizna – „Terrorystyczne bojówki” (muz. i sł. J. Figura, J. Janiszewski) – 2:00
11. Formacja Nieżywych Schabuff – „Swobodny dżordż” (muz. Formacja Nieżywych Schabuff – sł. J. Pałucha) – 3:35
12. Rezerwat – „Obserwator” (muz. P. Mikołajczyk – sł. A. Adamiak, A. Senar) – 5:15
13. Dezerter – „Spytaj milicjanta” (muz. R. Matera – sł. K. Grabowski) – 1:37
14. Brygada Kryzys – „Przestań śnić” (muz. R. Brylewski – sł. T. Lipiński) – 3:24